# Hafen Los Angeles
Der Hafen von Los Angeles (englisch Port of Los Angeles, Los Angeles Harbor oder Worldport LA) liegt an der San-Pedro-Bucht, etwa 25 Kilometer südlich Downtown Los Angeles. Der Hafenkomplex nimmt 30 km² ein. Angrenzend liegt der separate Hafen von Long Beach. Weitere Nachbargemeinden sind Lomita, Carson und Rancho Palos Verdes. Der durch die Schaffung einer Hafenkommission (Board of Harbor Commissioners) am 9. Dezember 1907 gegründete Hafen von Los Angeles ist noch vor dem Hafen von New York der größte Containerhafen Nordamerikas. Insgesamt arbeiten über 16.000 Menschen im Hafengebiet.

## Geschichte
Die nach Süden gerichtete San-Pedro-Bucht war ursprünglich ein flaches Watt, zu weich, um einen Kai bauen zu können. Ankommende Schiffe hatten zwei Möglichkeiten: Weit vor der Küste zu ankern und ihre Waren und Passagiere von kleineren Booten zum Strand transportieren zu lassen, oder aber zu stranden. Diese unangenehme Situation wird in Two Years Before the Mast von Richard Henry Dana, Jr. beschrieben, der 1834 als Matrose die San-Pedro-Bucht besuchte. 1871 wurde die Lage stark verbessert, als Phineas Banning den Kanal nach Wilmington auf eine Tiefe von zehn Fuß aushob. Der Hafen wickelte in der Folge jährlich 50.000 Tonnen Schiffsfracht ab. Banning besaß einen Fuhrbetrieb, mit dem er San Pedro mit Salt Lake City und Yuma verband; 1868 baute er die erste Eisenbahn in dem Gebiet, mit der er die San-Pedro-Bucht mit Los Angeles verband.
Nach dem Tod Bannings im Jahre 1885 trieben seine Söhne in ihrem eigenen Interesse die Förderung des Hafens weiter, in dem in diesem Jahr bereits 500.000 Tonnen Frachtgut umgeschlagen wurden. Die Southern Pacific Railroad und Collis P. Huntington dagegen wollten den Hafen von Los Angeles in Santa Monica schaffen und bauten dort 1893 den Langen Kai. Doch Harrison Gray Otis, der Herausgeber der Los Angeles Times, und der Senator Stephen M. White drängten die Bundesregierung, das San-Pedro-Projekt zu unterstützen. Die Streitigkeiten wurden 1897 beigelegt, als das San-Pedro-Projekt von einer von Konteradmiral John C. Walker geleiteten Kommission gutgeheißen wurde. Mit der Unterstützung der US-Regierung begann 1899 der Bau einer Mole, 1906 wurde das Areal und ein schmaler Korridor an das Stadtzentrum von Los Angeles angeschlossen. Die Schaffung einer Hafenkommission zur Verwaltung des Hafenbezirks durch den Stadtrat von Los Angeles im Dezember 1907 gilt als Gründungsdatum des Hafens.
Im Rahmen der Olympischen Sommerspiele 1932 diente der Hafen als Wettkampfstätte für die Segelwettbewerbe.

## Hafenbezirk
Der Hafenbezirk ist ein eigener Distrikt der Stadt Los Angeles. Kontrolliert wird der Hafen von einer fünfköpfigen Hafenkommission, dem Los Angeles Board of Harbor Commissioners, deren Mitglieder vom Bürgermeister ernannt und vom Stadtrat bestätigt werden.

## Gefängnis
In der Hafeneinfahrt befindet sich eine Gefängnisinsel: Die Federal Correctional Institution, Terminal Island.

## Umschlag

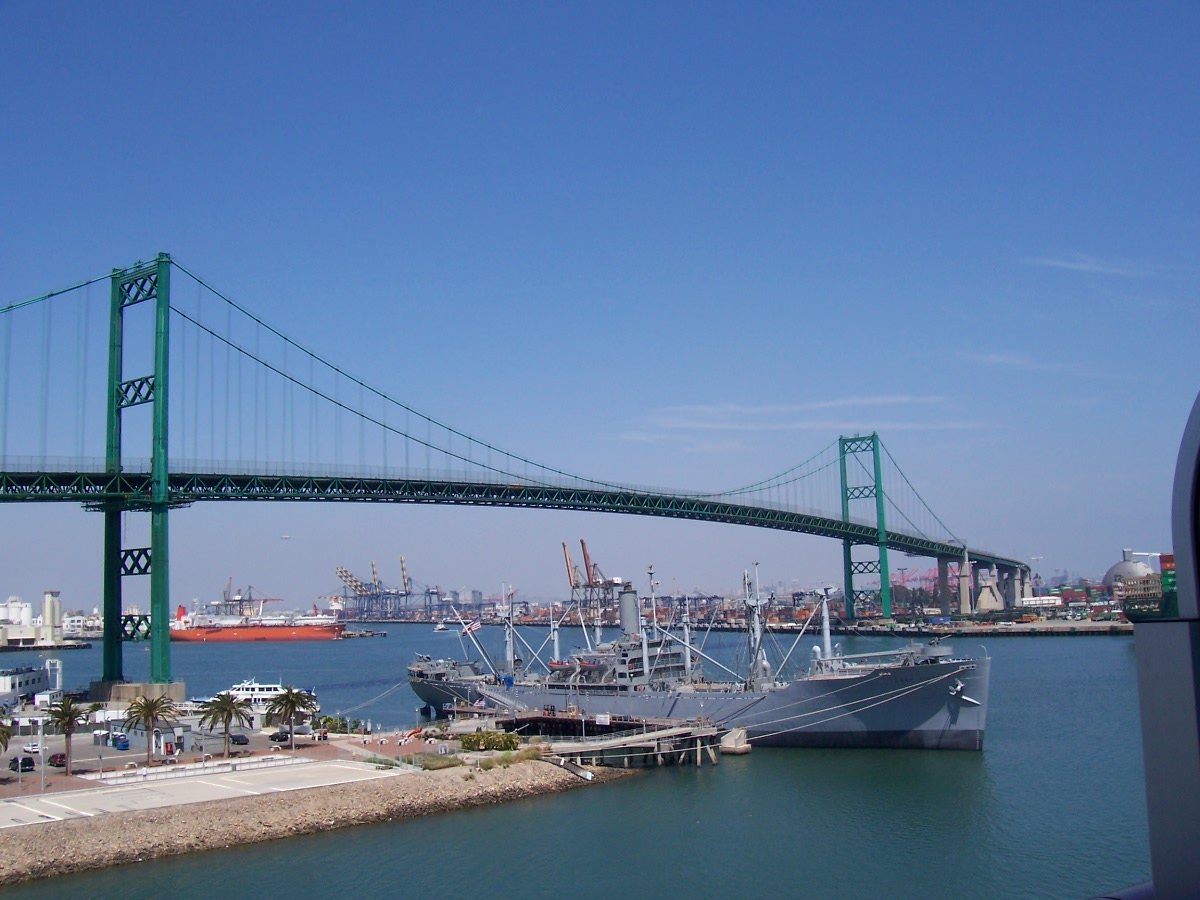
Der Hafen wird von der Vincent Thomas Bridge überspannt.

Im Steuerjahr 2024 betrug das Containervolumen 10,3 Millionen TEU (20-Fuß-Container), 2023 waren es noch 8,6 Millionen TEU gewesen. Nach Containervolumen ist der Hafen von Los Angeles der größte Hafen der Vereinigten Staaten sowie der 16.-größte weltweit – wenn man den benachbarten Hafen von Long Beach miteinbezieht gar der neuntgrößte. Die größten Haupthandelspartner waren 2023:
1. China (112 Milliarden US-$)
2. Japan (38 Milliarden US-$)
3. Vietnam (30 Milliarden US-$)
4. Südkorea (18 Milliarden US-$)
5. Taiwan (17 Milliarden US-$)

Die wichtigsten Arten von importierten Gütern waren in absteigender Reihenfolge: Möbel, Fahrzeuge und Fahrzeugteile, Kleidung, Kunststoffe und elektronische Produkte.
Seit 2002 hat der Hafen jederzeit einen großen Rückstau an zu entladenden Schiffen. Viele Analysten meinen, dass der Verkehr des Hafens sowohl seine technische Kapazität als auch die Kapazität der lokalen Schnellstraßen und Eisenbahnsysteme überschritten habe. Der chronische Stau am Hafen beginnt Auswirkungen auf die amerikanische Wirtschaft zu haben und stört die Just-in-time-Produktion vieler Unternehmen.
Der Hafen wird eisenbahnseitig durch die Pacific Harbor Line (PHL) bedient. Von dort aus gelangen die intermodalen Eisenbahnwaggons durch den Alameda Corridor nach Los Angeles.

## Passagierschiffsreisen
Der Hafen von Los Angeles ist das größte Zentrum für Passagierschiffsreisen an der Westküste der Vereinigten Staaten; von hier aus werden jährlich über 1 Million Passagiere transportiert. Das renovierte World Cruise Center wird als sicherster Passagierschifffahrtskomplex der USA bezeichnet.

## Umwelt

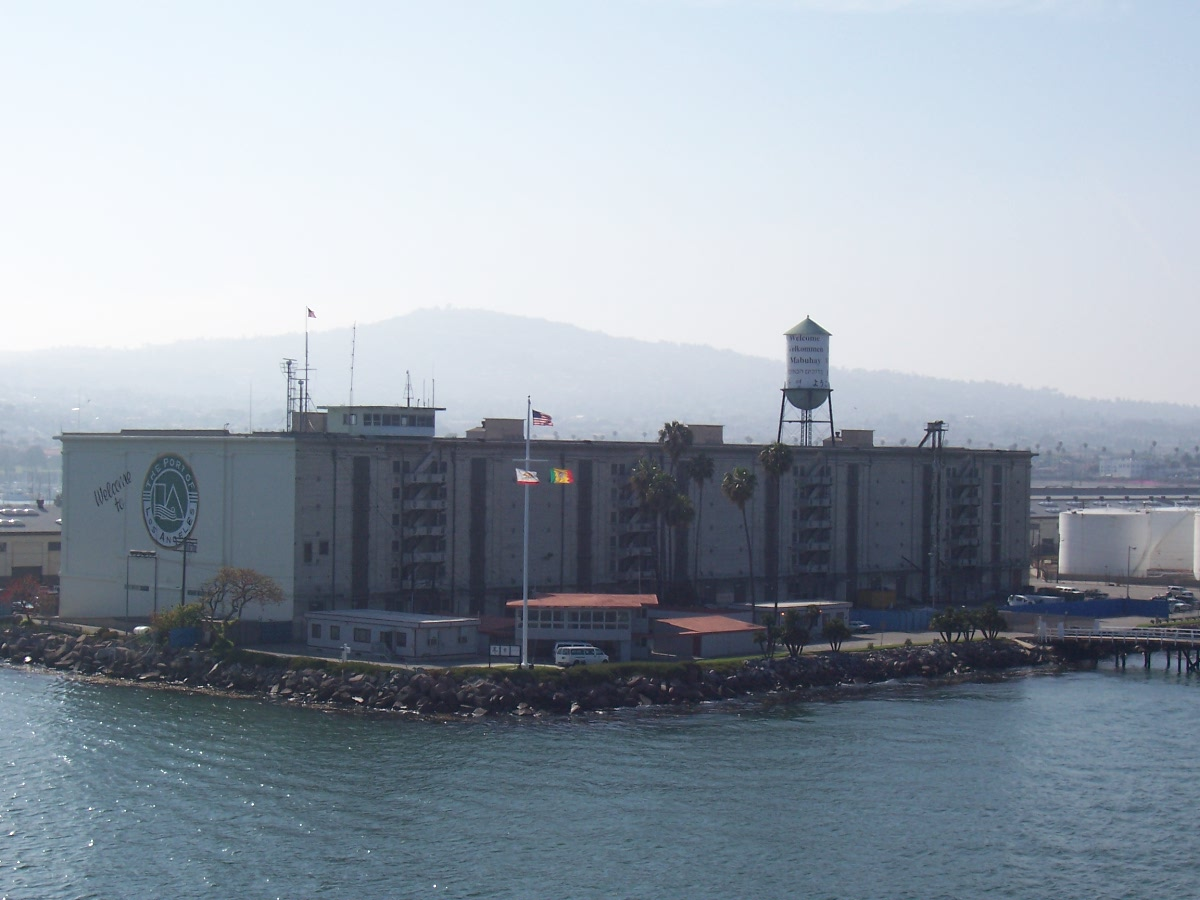
Liegeplätze 70/71

Luftverschmutzung: Containerschiffe verbrennen im Hafen Gasöl von niedriger Qualität. Dieselbetriebene Auflieger und Lokomotiven laufen im Leerlauf, wenn sie auf die Be- und Entladung warten. Eine Untersuchung der lokalen Agentur für Luftqualitätsregulation zeigte, dass die Luftverschmutzung des Hafens für 2000 Krebsfälle pro Million verantwortlich ist, wobei 25 pro Million die angestrebte Obergrenze sind. Die täglich von den Seefahrzeugen des Hafens generierten 47 Tonnen Stickoxide reichen beinahe an den in den 350 größten Fabriken und Raffinerien der Region ausgestoßenen Betrag heran. Man erwartet, dass die erstere Zahl sich bis 2022 noch um 70 % erhöhen wird.
Wachstum und Entwicklung mit ökologischen Bedenken abzugleichen, ist eine Herausforderung, die im Hafen von Los Angeles täglich neu in Angriff genommen werden muss. Dies wird durch eine Vielzahl von Strategien erreicht, die den Einsatz von umweltfreundlicheren Fahrzeugen in und um den Hafen, effizienteren Güterumschlag, verbesserte Infrastruktur und biologische, industrielle und interne Umweltprogramme einschließen.
Die Hafenkommission führte im Oktober 2002 ein 2,8 Millionen US-$-Programm zur Verbesserung der Luftqualität im Hafen von Los Angeles, Port of Los Angeles Clean Air Program (POLACAP), ein, das auf die Reduktion der luftverschmutzenden Ausstöße von Fahrzeugen und Güterumschlagausrüstung abzielt. Um die Ausführung der Ausstoßreduktion durch den Einsatz von neuen und umweltschonenderen Anlagen zu beschleunigen, stellt der Hafen bis 2008 zusätzlich 52 Millionen US-$ bereit.

## Denkmäler
Die Geschichte des Hafens wird repräsentiert durch eine Reihe von Denkmälern im Hafengebiet, die in das National Register of Historic Places eingetragen sind. Einige sind frei zugänglich, mehrere sind als Museen ausgelegt und kosten Eintritt. Die im Inneren des Hafengeländes sind aus Sicherheitsgründen nur bei besonderen Gelegenheiten zugänglich.
- Los Angeles Harbor Light – siehe: Leuchttürme in Kalifornien
- Municipal Warehouse No. 1 – Zollfreilagerhaus von 1917, im aktiven Betrieb.
- Ralph J. Scott Fireboat – historisches Feuerlöschboot des Los Angeles Fire Department, im LAFD Museum
- Lane Victory – eines der Victory-Frachtschiffe aus dem Zweiten Weltkrieg, erhalten als Museumsschiff
- San Pedro Municipal Ferry Building – beherbergt das Los Angeles Maritime Museum
- Iowa – Schlachtschiff aus dem Zweiten Weltkrieg, erhalten als Museumsschiff mit der Auflage, im Notfall wieder reaktiviert zu werden.
- Vincent Thomas Bridge